# イングランド系アメリカ人
イングランド系アメリカ人（イギリスけいアメリカじん、英語: English Americans）は、イングランドに出自を持つ、アメリカ合衆国の国籍を持つ者たちを指す呼称。イングランド人の祖先を有する場合、純血、混血は問われない。イギリス系アメリカ人の一部であり、しばしばアングロアメリカンズとして扱われることもある。アメリカ独立以前のイギリス（1700年の連合王国成立以前はイングランドのみ）植民地時代から19世紀までビジネスチャンスを求め新大陸へ渡航した人々が多い。そのため、初期の政治的・経済的な中心人物はイングランド系が大半を占める（例：ジョージ・ワシントン、ベンジャミン・フランクリン、アレクサンダー・ハミルトン、ジョン・アダムズ、トーマス・ジェファーソンなど）。カナダやオーストラリアやニュージーランドといったかつてのイギリスの植民地、自治領から移住したイングランド系の人々も少数ながら存在するが彼らは「カナダ系アメリカ人」「オーストラリア系アメリカ人」「ニュージーランド系アメリカ人」と呼ばれることがある（それぞれのカテゴリー参照）。
American Community Surveyの調査によれば2008年時点で合衆国全人口の約9.0％（約2,700万人）がイングランドに起源を持つとされ、ドイツ系、アイルランド系に次ぎ3番目の規模をもつヨーロッパ系アメリカ人とみなされるが、統計学者によればイングランド系アメリカ人の多くは自らを「純粋なアメリカ人」として認識する傾向が強い（かつてアメリカはイギリスの植民地でありアメリカを創生したのは我々であるという歴史的背景のため）としてこの統計結果は必ずしも正確なものではないとする見解も存在する。
1980年の国勢調査によれば約4,900万人（49,598,035人）のアメリカ人がイングランド系であると申告し人口の26.34％を占めた。この時点ではアメリカで最大数の民族構成となっており本国イングランドの（当時の）人口を上回っていた。

## 1775年国勢調査
合衆国国勢調査のデータベースによれば1775年（アメリカ独立戦争勃発の年）時点での人口比は

イングランド（赤色）

| 民族                   | 比率   |
| ---------------------- | ------ |
| イングランド系         | 48.7％ |
| アフリカ系             | 20.0％ |
| スコッチアイリッシュ系 | 7.8％  |
| ドイツ系               | 6.9％  |
| スコットランド系       | 6.6％  |
| オランダ系             | 2.7％  |
| フランス系             | 1.4％  |
| スウェーデン系         | 0.6％  |
| その他                 | 5.3％  |

### 1790年
1790年には合衆国創世期の国勢調査を基に苗字などを使いより正確な統計が取られ、結果80.7％のヨーロッパ系のうち47.5%がイングランド系だった。下記表を参照。

## 2000年国勢調査
2000年に行われた国勢調査では約2,450万人のアメリカ人がイングランド系と申告し人口比率は8.7％だった。しかし1980年の国勢調査では5,000万人の国民がイングランド系の血統を持つ（混血を含む）と申告しており、2000年の調査では約3,000万人程度が含まれていないことになる。1980年では23,748,772人のアメリカ人が純血（または主要血統）のイングランド系と申告、その他の25,849,263人が混血だった。また2000年には約8,000万人が「その他の起源」を、約2,000万人が「アメリカ系」を選択・申告したため、イングランド系アメリカ人の実際の人口は約6,000万から8,000万人といわれている。
60年時点では約1,100万人、人口比で35％がイングランド系の純血、もしくは主要な血統であったがアメリカの人口が当時に比べ約10倍に膨れ上がったことからイングランド系の人口比は減少した。またイングランド系は合衆国における歴史が古いことから移民してから数世代を経て自らを「アメリカ系」ととらえる者も多く、また血統やヘリテージを気にかけない場合も多い。

### アメリカのイングランド人
アメリカには約67万8000人のイギリス生まれの滞在者がおり、その大半はイングランド系である。国際化の進んだ本国イングランドでは市民権の有無に関わらず少数派民族は純粋なイングランド系とは定義していない。アメリカにおける定義では約54万人のイングランド人が現在アメリカにおり、4万人のアジア系イングランド人、2万人の黒人イングランド人、その他1万人の様々なバックグラウンドを持つものが含まれている。

## 分布
2000年国勢調査に基づき作成された地図
| 州                 | 人口        | 比率   | 地域   |
| ------------------ | ----------- | ------ | ------ |
| カリフォルニア州   | 2,521,355人 | 7.4％  | 南西   |
| フロリダ州         | 1,468,576人 | 9.6％  | 南東   |
| テキサス州         | 1,462,984人 | 7.0％  | 中南   |
| ニューヨーク州     | 1,140,036人 | 6％    | 北東   |
| オハイオ州         | 1,046,671人 | 9.2％  | 中北東 |
| ペンシルベニア州   | 966,253人   | 7.9％  | 北東   |
| ミシガン州         | 988,625人   | 9.9％  | 中北東 |
| イリノイ州         | 831,820人   | 6.7％  | 中北東 |
| ヴァージニア州     | 788,849人   | 11.1％ | 北東   |
| ノースカロライナ州 | 767,749人   | 9.5％  | 北東   |

| 州                   | 比率   | 地域   | 最多比民族              |
| -------------------- | ------ | ------ | ----------------------- |
| ユタ州               | 29.0％ | 北西   | イングランド系          |
| メーン州             | 21.5％ | 北東   | イングランド系          |
| ヴァーモント州       | 18.4％ | 北東   | フランス系              |
| アイダホ州           | 18.1％ | 中北西 | ドイツ系                |
| ニューハンプシャー州 | 18.0％ | 北東   | フランス系              |
| ワイオミング州       | 15.9％ | 中北西 | ドイツ系                |
| オレゴン州           | 13.2％ | 北西   | ドイツ系                |
| モンタナ州           | 12.7％ | 北西   | ドイツ系                |
| デラウェア州         | 12.1％ | 北東   | アフリカ系              |
| コロラド州           | 12.0％ | 中北西 | ドイツ系                |
| ロードアイランド州   | 12.0％ | 北東   | アイルランド/イタリア系 |
| ワシントン州         | 12.0％ | 北西   | ドイツ系                |

## 歴史

### 開拓時代

1775年時点のイングランドの勢力（赤とピンク）

イングランド人のアメリカ大陸進出は16世紀後半のエリザベス朝にまで遡り、聖公会のヴァージニア植民地やピューリタンのニューイングランド開拓が行われた。イギリス人探検家のジョン・スミスによりニューアルビオンを開拓、バミューダ諸島を含めたバージニア会社が設立され、それらは後にイギリス領ヴァージン諸島を含むBritish West Indiesとなった。特にヴァージニア植民地は南部開拓への、ニューイングランドは北東部開拓への礎を築いた。バージニア会社は株式（合同出資）の型式を取っており、特許殖民は他の開拓地より100マイル（160km）以内の新開拓は行われないことになっていた。この土地割譲により信仰の自由を新大陸に求めるカトリック系のメリーランド植民地、クエーカー系のペンシルベニア植民地など新たな植民地を次々と生んだ（当時のイングランド本国は聖公会やピューリタンの牙城だった）この2つの植民地は現在のアメリカ合衆国の設立に大きな影響を及ぼした他、北東部、中西部へと開拓を拡大していった。
初期のアメリカにはオランダ人とスウェーデン人もいたが、彼らは自分たちがイングランドよりも先に開拓を始めた事実を黙認するという条件の元、女王エリザベス1世により滞在を許可された（女王は当時、影響力の強いピルグリムのロバート・ダドリー、ジェーン・グレイ、アン・ブラッドストリートなどにより仕切られたオランダ護民官を抱えていた。一方、プロテスタントのウィリアム3世は元はオランダ人で、オランダの植民地を制圧しニューイングランドとした岳父かつ叔父でカトリックのジェームズ2世と確執があった）。同様なことがカナダにおけるヌーベルフランスにも起きており、テューダー朝時のイングランド政府によりジョン・カボット率いる船がニューファンドランド島を制圧、国王ヘンリー7世へ捧げられた。イングランドはジョバンニ・ダ・ヴェラッツァーノの証言を元に作成されたフランス国王フランソワ1世の声明を元にし、フランスの失敗を参考にする形となった。当時、イングランドは宗教改革、フランスはユグノー戦争の最中であった。宗教的・政治的理由によりイングランドは亡命者を多く出し、現在はフランスのカレーがイングランド領であったことから、ネーデルラントが主な亡命先であった。カトリック系（Douay-Rheims Bible）即位前のメアリー1世、ピューリタン系（Marian exiles）即位前のエドワード6世はそこでイングランドとのコネクションを持った。スウェーデンは三十年戦争の最中、スコットランド国教会国民盟約がグスタフ2世アドルフの援護をしたことからグレートワゴンロードにあるステュアート・スコティッシュのカロライナ植民地やノバスコシアとのコネクションがあった。
ハノーヴァー朝のイギリス王は現在の北ドイツにあったハノーファー選帝侯領をも統治しており、この影響からアングロ系ヨーロッパ人の新大陸移動は、ドイツ系アメリカ人の存在も生み出すこととなった。ジョージア州、カナダのニューブランズウィック州、プリンスエドワードアイランド州、アルバータ州、ノースウエスト準州などの地名は、イギリス王室から取られた。カナダは第2次百年戦争時にジョージアと政治的コネクションがあり、フレンチカナダの制圧に関心をよせたアメリカ人によって建国された国であるため、カボットの航海の時代の入植者たちは（たとえ入植先が現在のカナダであっても）自分たちを「アメリカ人」と見なしていた。

アメリカ独立宣言の草案提出の様子（ジョン・トランブル画『独立宣言』）

フランスは、ミシシッピ川より西側の五大湖を含む広大な領土、フランス領ルイジアナを所有していた。スペイン人は、イングランド女王メアリー1世の夫がスペイン王フェリペ2世であった関係から、スペインがメキシコの領土を併合するなど強い影響を及ぼした（この併合により、多くのメキシコ人が自動的に市民権を得たことになる）。君主制が敷かれた南イタリアからは、イングランド、アイルランド系カトリックに信仰を持った聖職者たちが移り住んだ。彼らの子孫はイタリア系アメリカ人として今日も存在しており、現在の合衆国で最も有名な一族にタリアフェロー家などがある。さまざまな国から来た開拓者や移民たちは、イングランドからアメリカの土地を「借りている」状態であった。植民地開拓を行う国家は西へと船を進めた結果、日本などアジアにたどり着いた。イングランド植民地政府はフレンチ・インディアン戦争で1763年宣言を締結後、インディアナ州に初のインディアン居留地を設置した。

### アメリカ合衆国誕生後のイングランド人移民
合衆国が誕生した1776年以降はおよそ350万人のイングランド人が移民をし、19世紀の100年間は一定数の移民が続いた。イングランド人の第一次移民の波は1820年代後半に起こり本国の社会不安から徐々に加速を見せ1842年にピークを迎えたが、その後10年間は徐々に減少していった。この頃の多くの移民は不況に喘ぐ南・西イングランドなど地方の農民たち（小作人）や1820年から40年にかけて加速した産業革命に伴う失職から逃れてきた都市部の労働者階級の人々であった。彼らは新たな国に対する希望に魅せられ、繊維業、鉄鋼業、鉄道業などに従事することとなった。一方、一部のイングランド人は生まれたての国アメリカに理想の社会、ユートピアを作ることに夢抱き移民した者たちもいた。またカリフォルニアでゴールドラッシュが起こるとイギリス領土だったオーストラリアから多くのイングランド人が合衆国に移民を開始した。
1860年代後半のイングランド人移民は年間6万人にも上り、1872年には7万5千人にまで増加。1879年からは最後のピークが始まり合衆国の1893年の混乱で流れは終息へと向かった。この頃の年間平均イングランド人移民数は8万人を超え、1882年と1888年に最大数を記録した。大陸横断鉄道の建設やグレートプレーンズの開拓、工業化などの合衆国の発展は多くのイングランド人職人を引き寄せることとなった。また安価な蒸気船の就航により都市部の一般労働者もアメリカへ渡ることが可能となり、当時の移民の大半は未熟な職人や鉱夫などだった。大半の者はそのままアメリカに定住することを選んだが、一部の熟練工たちは出稼ぎの感覚で数シーズンのみアメリカで働きイングランドへと戻っていく者もいた。宗教活動家もアメリカへと渡り救世軍として福音教会やモルモン教会などと共に活動を行った。

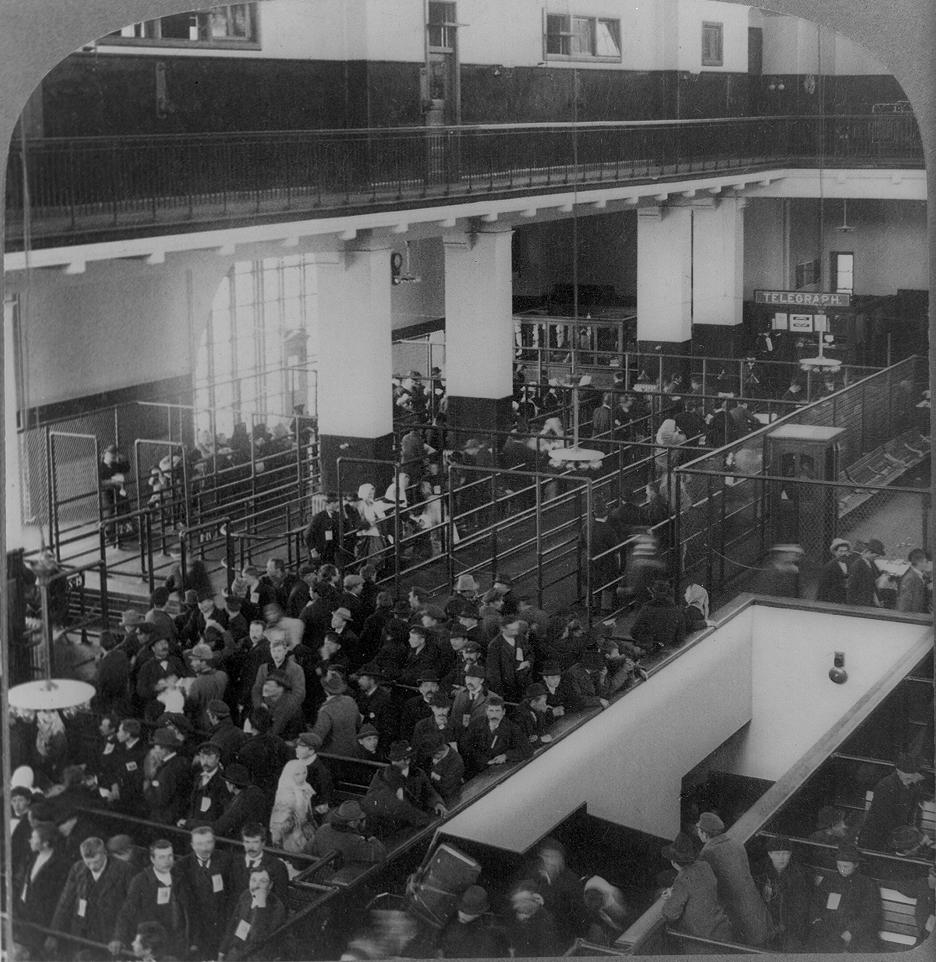
1904年の移民局（ニューヨーク）

1893年の混乱はイングランド人移民を一気に減少させ20世紀に入っても低水準を保ち続けたが第二次世界大戦前後の10年間は年10万人のイングランド人が移民。これは全ヨーロッパ系移民の18％を占めた。1945年から48年に移民した者の中には多くの戦争花嫁が含まれていた。1950年代になるとイングランド人移民数は年15万人に、60年代になると年17万人にまで増えた。19世紀の移民加速は本国の社会不安から来るものだったが、20世紀の移民はイングランド人にとってアメリカ社会は適応し易い環境であった（公用語が英語など）ことなどから移民の根本的理由が異なると言われている。
一般的なアメリカ史からみてイングランド人は合衆国に政治的・経済的・文化的に大きな影響を及ぼしている。初期の大統領10人のうち8人はイングランド系であるほか連邦議員も今でもイングランド系が多い（「アフリカ系アメリカ人初の大統領」とされるバラク・オバマもイングランド系の祖先を持つ）。またイングランド人滞在者の子孫などもおり彼らはアメリカ社会に順応し切っているため全てのイングランド系把握するのは不可能に近い。1990年の国勢調査では彼らは合衆国で3番目の民族グループだが、連邦議員や最高裁判事などその社会的影響力は非常に強いと言える。

## アメリカと英語

アメリカの英語話者の密度。薄い青色は英語以外の話者の人口が多い州。

イングランド植民地時代から引き継がれてきた英語は現在アメリカで使用されている最大の言語であり、合衆国は世界で英語を母国語とする人々の約1/3を抱えている。英語は合衆国の事実上の公用語である（州によるが正確には公用語と定めているわけではない）。1990年国勢調査では94％のアメリカ人が英語のみを使用し、英語を第二言語として母国語並みに使用できる人を含めると96％になる。わずか0.8％の人々がまったく英語を理解しない（1890年には3.6％もいた）。アメリカ英語とイギリス英語にはスペル、文法、語彙、発音、俗語など多岐の違いが見られるが彼らのコミュニケーションに支障をきたすレベルではない。ただ俗語の使用やより細かな方言により食い違いを生む場合がある。
現在、南米系移民の加速によるスペイン語の台頭に対しカリフォルニア州などでは英語を唯一の公用語として定めた。しかしこれは公文書などの使用言語が英語記載のみ、ということであり日常生活で使用される言語が英語のみと定められたわけではない。例えばカリフォルニア州運転免許試験は32の言語で用意されている。

## イングランド文化の影響
多くのアメリカ文化はイングランドからの影響を受けている。

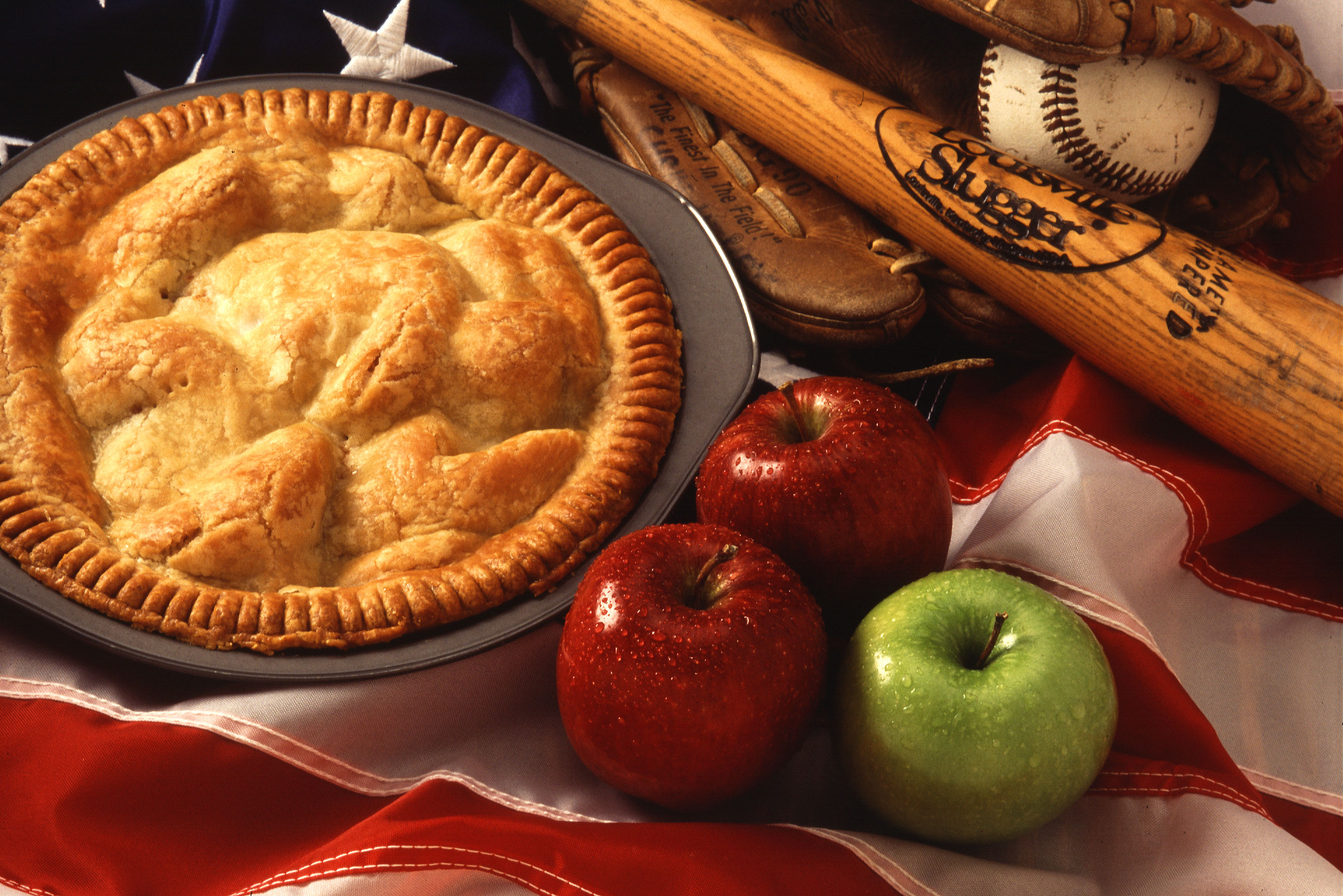
アメリカ文化のアイコンでもあるアップルパイ・野球・星条旗

- アップルパイ：釜焼きはニューイングランドの人々の好物であり、それが現在のアメリカのアップルパイや七面鳥の丸焼きなどにつながった[22]。
- 野球：元々はイングランドのスポーツ「ラウンダーズ」から派生したものであり1744年に初めてBaseballと呼ばれた[23]。
- 星条旗：イングランド領などに使用されたグランドユニオン・フラッグを元に出来たのが星条旗であり1775年12月2日に誕生した。
- ハーレーダビッドソン：共同創業者のウィリアム・S・ハーレーはイングランド人の両親の元に生まれ合衆国で本格的にオートバイ生産に乗り出した人物の一人[24]。

現在アメリカで人気の野球やアメフトは19世紀に行われていたイングランドのスポーツに由来する。また現在のアメリカ国歌のメロディーは18世紀のイングランドの歌『天国のアナクレオンへ』から取られ歌詞はイングランド系のフランシス・スコット・キーにより作詞された。
地名への影響は顕著であり「新たなイングランド」を意味するニューイングランド、ヨークからニューヨークが、ハンプシャーからニューハンプシャーが命名されたほかマンチェスター、ボストン、サザンプトン、グロセスターなどイングランドの地名が使用されている。
アメリカ合衆国議会議事堂はイングランドで教育を受けたアメリカ人ウィリアム・ソーントンが設計。他にもイエール大学やプリンストン大学、デラウェア大学のキャンパスはイングランド発祥のゴシック・リヴァイヴァル建築やジョージア建築を元としている。
アメリカの司法制度もイングランドのそれを参考にしており、例えば英国の憲章マグナ・カルタの一部をアメリカ合衆国憲法に取り入れている。独立戦争まではイングランド法がアメリカでも適用されていたため、それがアメリカ人の法的思考の基礎となり独立後もそれらを参考としたものがアメリカの法律となった。

## イングランド系の合衆国大統領
多くの合衆国大統領がイングランド系の祖先を持つ。初期の大統領は純血の者が多いが時代を経た現在では様々な民族との混血がある。

リンカーン16代大統領

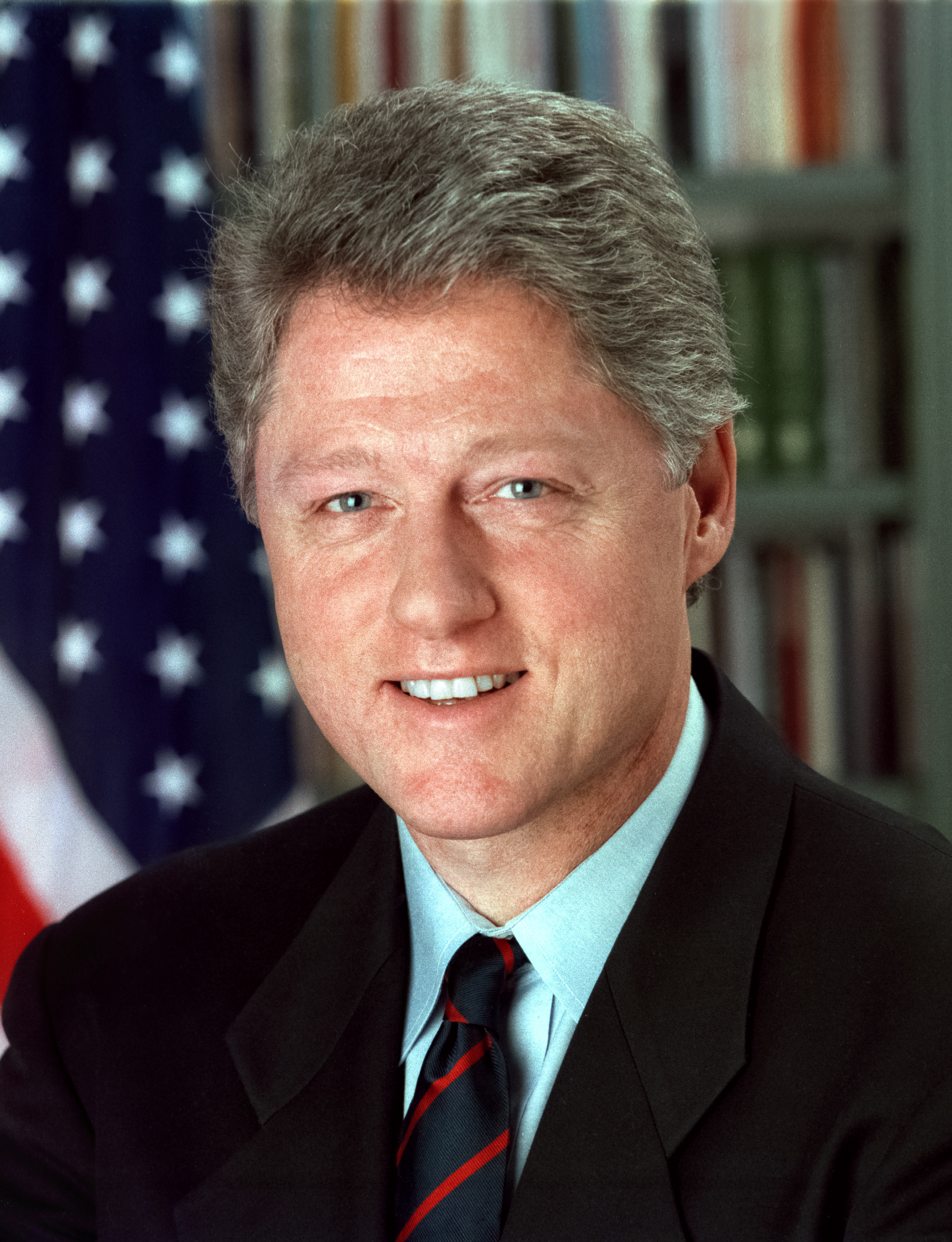
クリントン42代大統領

- ジョージ・ワシントン：初代（1789-97）-曾祖父がエセックス出身[37]。
- ジョン・アダムス：2代（1797-1801）-高祖父がサマセット出身。後にボストンに移民[38][39]。
- トーマス・ジェファーソン：3代（1801-09）-母方がイングランド系。
- ジェームズ・マディソン：4代（1809-17）
- ジェームズ・モンロー：5代（1817-25）
- ジョン・クィンシー・アダムズ：6代（1825-29）-ジョン・アダムズに同じ[38][39]。
- ザカリー・テイラー：12代（1849-50）
- ジェームズ・ブキャナン：15代（1857-61）
- エイブラハム・リンカーン：16代（1861-65）-祖先が1622年にノーフォークで生まれマサチューセッツで没する[40][41]。
- ユリシーズ・グラント：18代（1869-79）
- ジェームズ・ガーフィールド：20代（1881）
- チェスター・A・アーサー：21代（1881-85）
- グロバー・クリーブランド：22代（1885-89）・24代（1893-97）
- ベンジャミン・ハリソン：23代（1889-93）
- ウィリアム・マッキンリー：25代（1897-01）
- ウォレン・ハーディング：29代（1921-23）
- ハリー・S・トルーマン：33代（1945-53）
- リンドン・ジョンソン：36代（1963-69）
- リチャード・ニクソン：37代（1969-74）
- ジェラルド・R・フォード：38代（1974-77）
- ジミー・カーター：39代（1977-81）-（父がバージニアに移民[42]）
- ジョージ・H・W・ブッシュ：41代（1989-93）
- ビル・クリントン：42代（1993-2001）
- ジョージ・W・ブッシュ：43代（2001-2009）-1631年に祖先がエセックスからマサチューセッツへ移民[43]。
- バラック・オバマ：44代（2009-2016）-母方の主要な血統がイングランド[44]。

## その他の著名なイングランド系アメリカ人

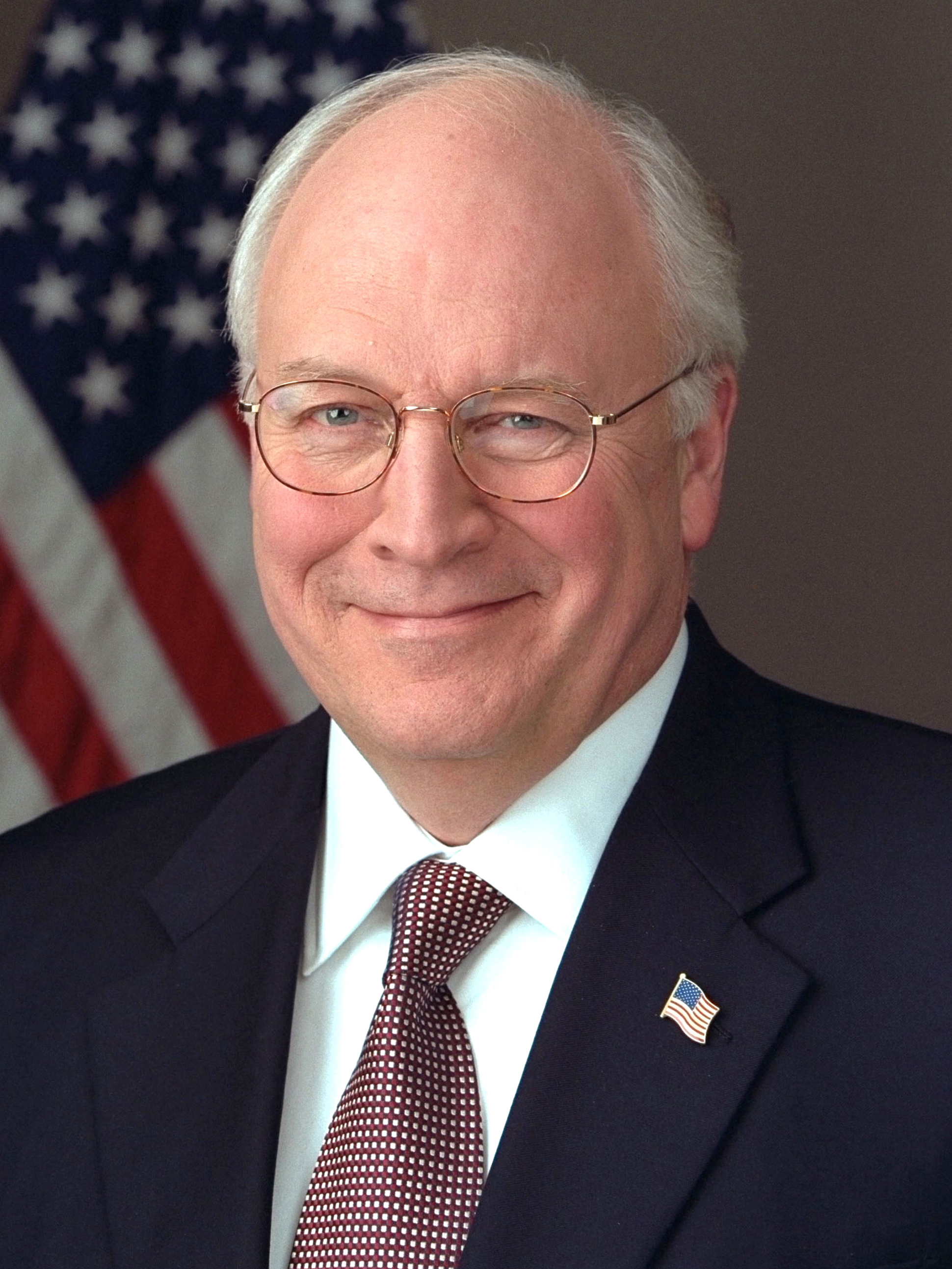
ディック・チェイニー元副大統領

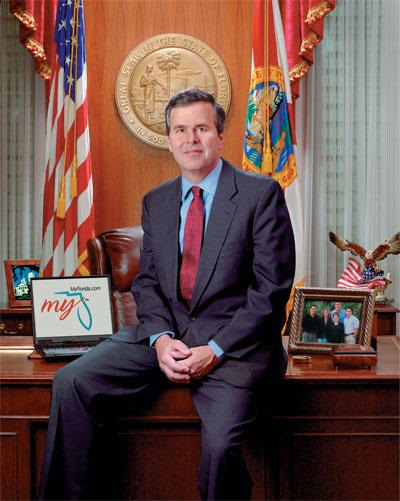
ジェブ・ブッシュ元フロリダ州知事

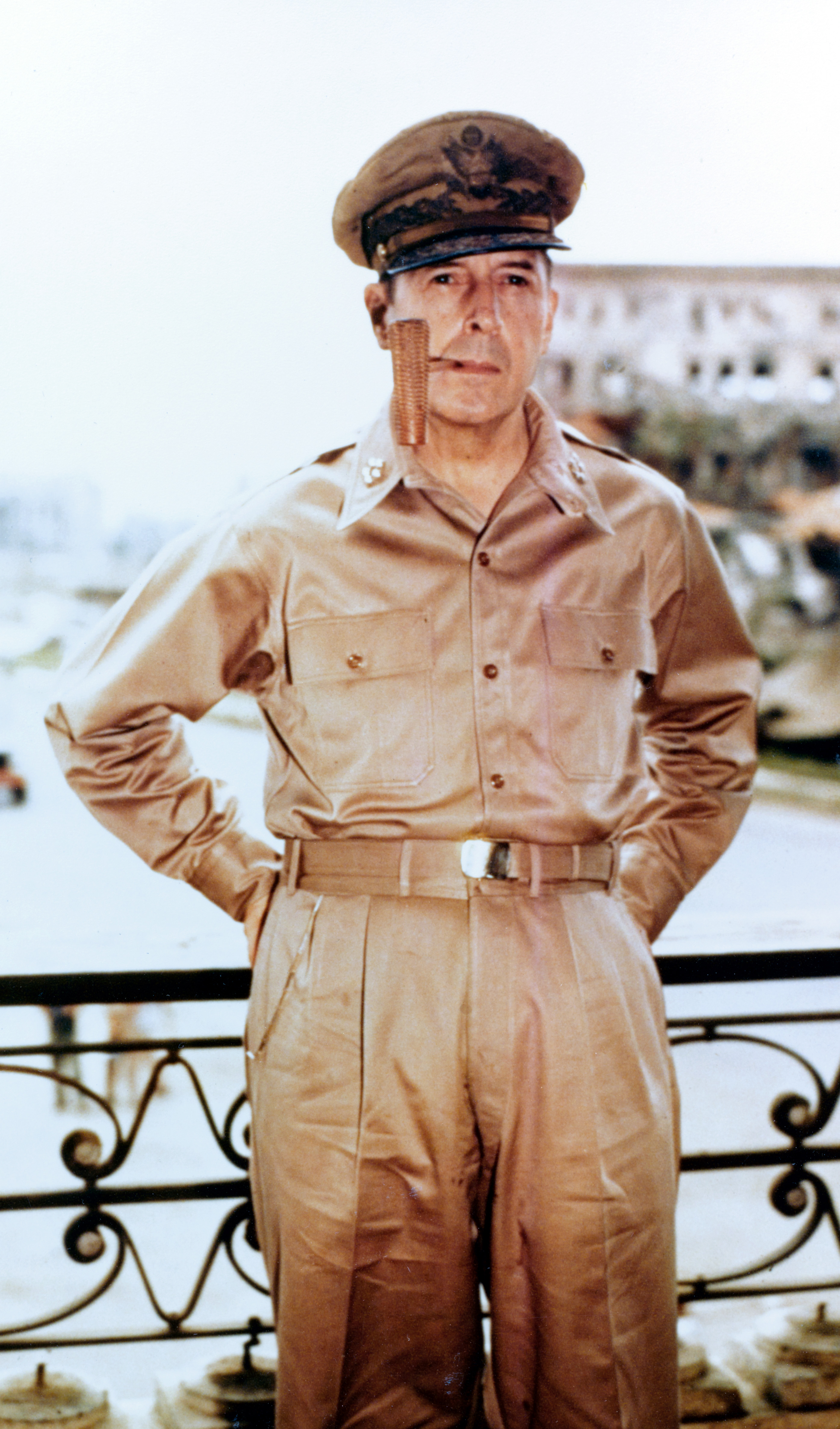
ダグラス・マッカーサー将軍

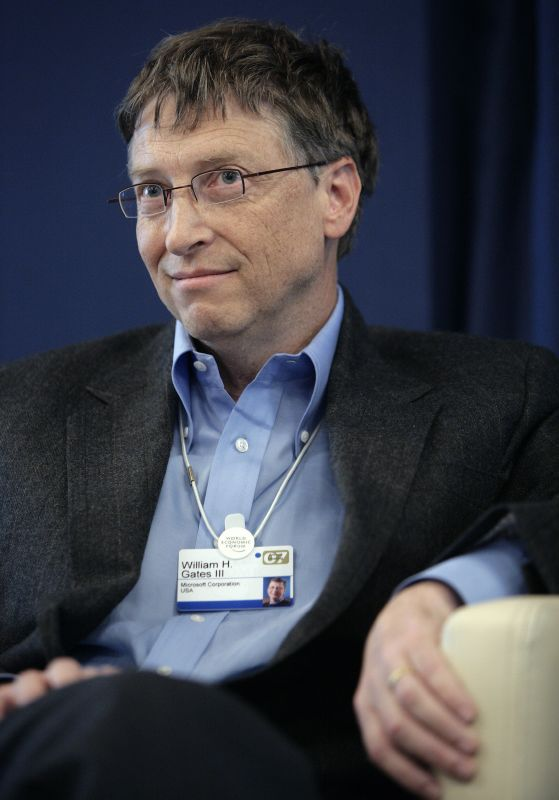
ビル・ゲイツ

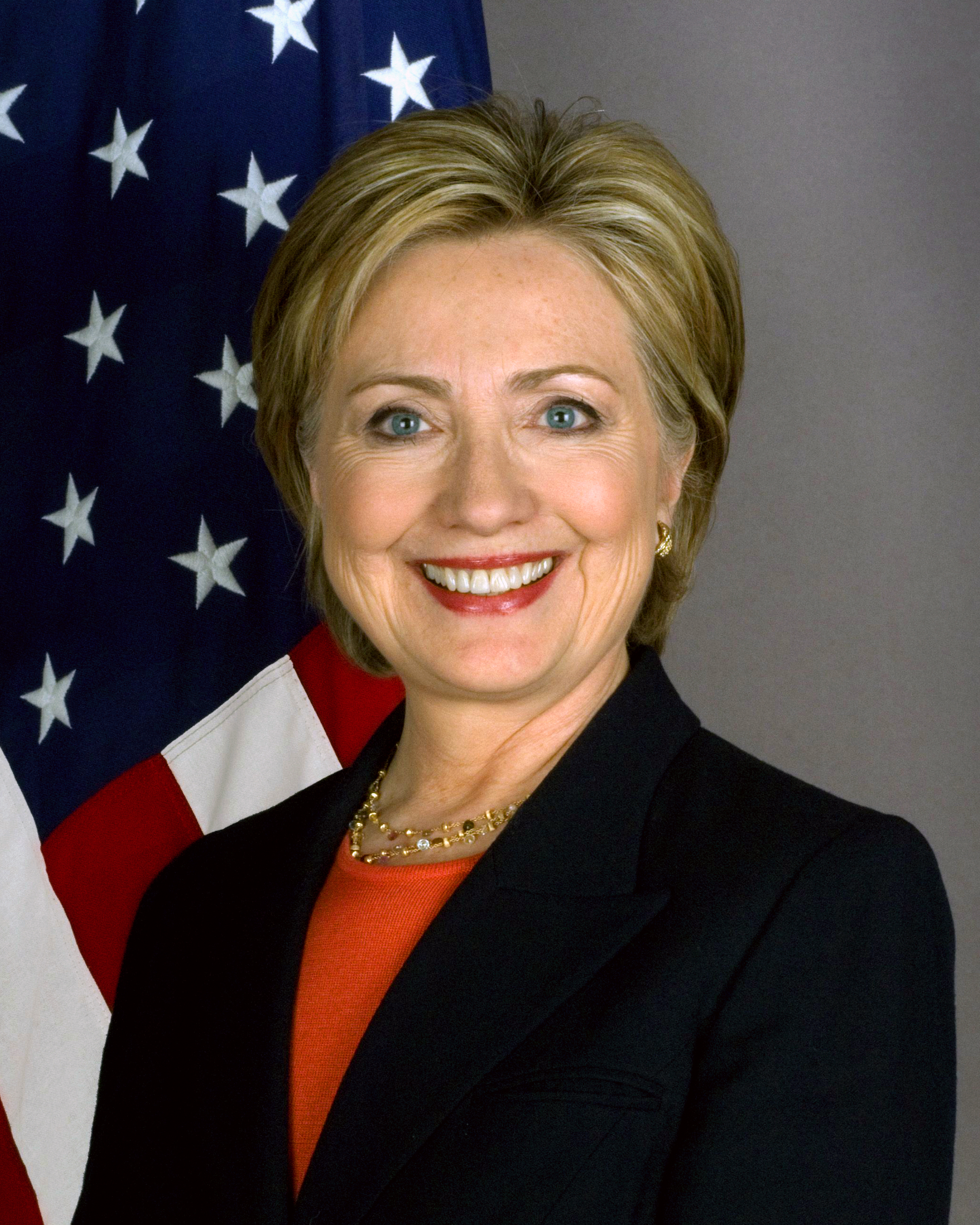
ヒラリー・クリントン

ファーストネームの五十音順

### 合衆国副大統領
| - アーロン・バー - ウィリアム・A・ウィーラー - エルブリッジ・ゲリー - ジョセフ・バイデン - ジェームズ・S・シャーマン - ジョン・N・ガーナー - ジョン・タイラー - ジョン・ブレッキンリッジ | - ダン・クエール - ダニエル・トンプキンズ - チャールズ・カーティス - チャールズ・ドーズ - ディック・チェイニー - ハンニバル・ハムリン - ヘンリー・A・ウォレス - ネルソン・ロックフェラー |

### 州知事
| - ウィリアム・ウェルド - ウィリアム・リチャードソン・ディビー - サラ・ペイリン - ジョシュア・クレイトン - ジェブ・ブッシュ - ジョン・チェイフィー - チャールズ・エジソン | - トム・リッジ - バトン・グインネット - ハワード・ディーン - ビル・リチャードソン - マイク・ハッカビー - ミット・ロムニー - ライマン・ホール |

### 政治家
| - エドワード・ベイカー - キャスパー・ワインバーガー - ジョージ・メイソン (4世) - ジョン・エドワーズ - ジョン・フォーブズ・ケリー - ジョン・マケイン | - スーザン・B・アンソニー - ディーン・アチソン - ヘンリー・クレイ - ベンジャミン・フランクリン - ボブ・ドール - ロバート・モリス |

### 軍人
| - ベネディクト・アーノルド - ジョージ・アームストロング・カスター - ロバート・E・リー - ホレイショ・ゲイツ - ウィリアム・ハルゼー - オリバー・O・ハワード | - ジョセフ・ジョンストン - ダグラス・マッカーサー（ただしマッカーサー "MacArthur" 姓はスコットランドのルーツに由来する） - ジョージ・マクレラン - ジェイムズ・マクファーソン - ジョージ・パットン |

### 実業家
| - ウォーレン・バフェット - ウォルター・クライスラー - ウォルト・ディズニー - サム・ウォルトン - ジョン・モルガン - ジミー・ウェールズ（ウィキメディア財団理事） - チャールズ・プラット | - トーマス・エジソン - P・T・バーナム - ハワード・ヒューズ - ビル・ゲイツ - ヘンリー・H・ロジャーズ - ロイ・O・ディズニー - ランサム・E・オールズ |

### ファーストレディ
| - アビゲイル・アダムズ - エレノア・ルーズベルト - ジャクリーン・ケネディ・オナシス - ナンシー・レーガン - バーバラ・ブッシュ - ヒラリー・クリントン - ベス・トルーマン | - ベティ・フォード - マーサ・ワシントン - マミー・アイゼンハワー - メアリー・トッド・リンカーン - レディ・バード・ジョンソン - ローラ・ブッシュ - ロザリン・カーター |

### 学者
| - ハロルド・バブコック（天文学） - アルヴァン・クラーク（天文学） - セシリア・ペイン＝ガポーシュキン（天文学） - アサフ・ホール（天文学） - サミュエル・ラングレー（天文学） - パーシヴァル・ローウェル（天文学） - キャロライン・シューメーカー（天文学） | - クライド・トンボー（天文学） - ウィリアム・ショックレー（物理学） - フリーマン・ダイソン（物理学） - ジョージ・イヴリン・ハッチンソン（動物学） - ジョゼフ・プリーストリー（化学） - ロバート・バーンズ・ウッドワード（化学） - ジェームズ・ワトソン（生物学） |

### 作家
| - アーネスト・ヘミングウェイ - アンブローズ・ビアス - E・E・スミス - エドガー・アラン・ポー - エドガー・ライス・バローズ - エミリー・ディキンソン - ウィリアム・S・バロウズ - ウィリアム・フォークナー - ウォルト・ホイットマン - オー・ヘンリー | - ゴア・ヴィダル - ジェイムズ・フェニモア・クーパー - ジャック・ロンドン - ジョン・スタインベック - スティーヴン・キング - スティーヴン・クレイン - ダシール・ハメット - T・S・エリオット - テネシー・ウィリアムズ - トマス・ペイン | - トルーマン・カポーティ - ナサニエル・ホーソーン - ニコラス・スパークス - ノア・ウェブスター - ハーマン・メルヴィル - ハリエット・ビーチャー・ストウ - ヘレン・ケラー - ヘンリー・デイヴィッド・ソロー - ベンジャミン・スポック | - ヘンリー・ワズワース・ロングフェロー - マーク・トウェイン - ラルフ・ワルド・エマーソン - リング・ラードナー - ルイーザ・メイ・オルコット - ルー・ウォーレス - レイモンド・チャンドラー - ローラ・インガルス・ワイルダー - ワシントン・アーヴィング |

### 映画監督

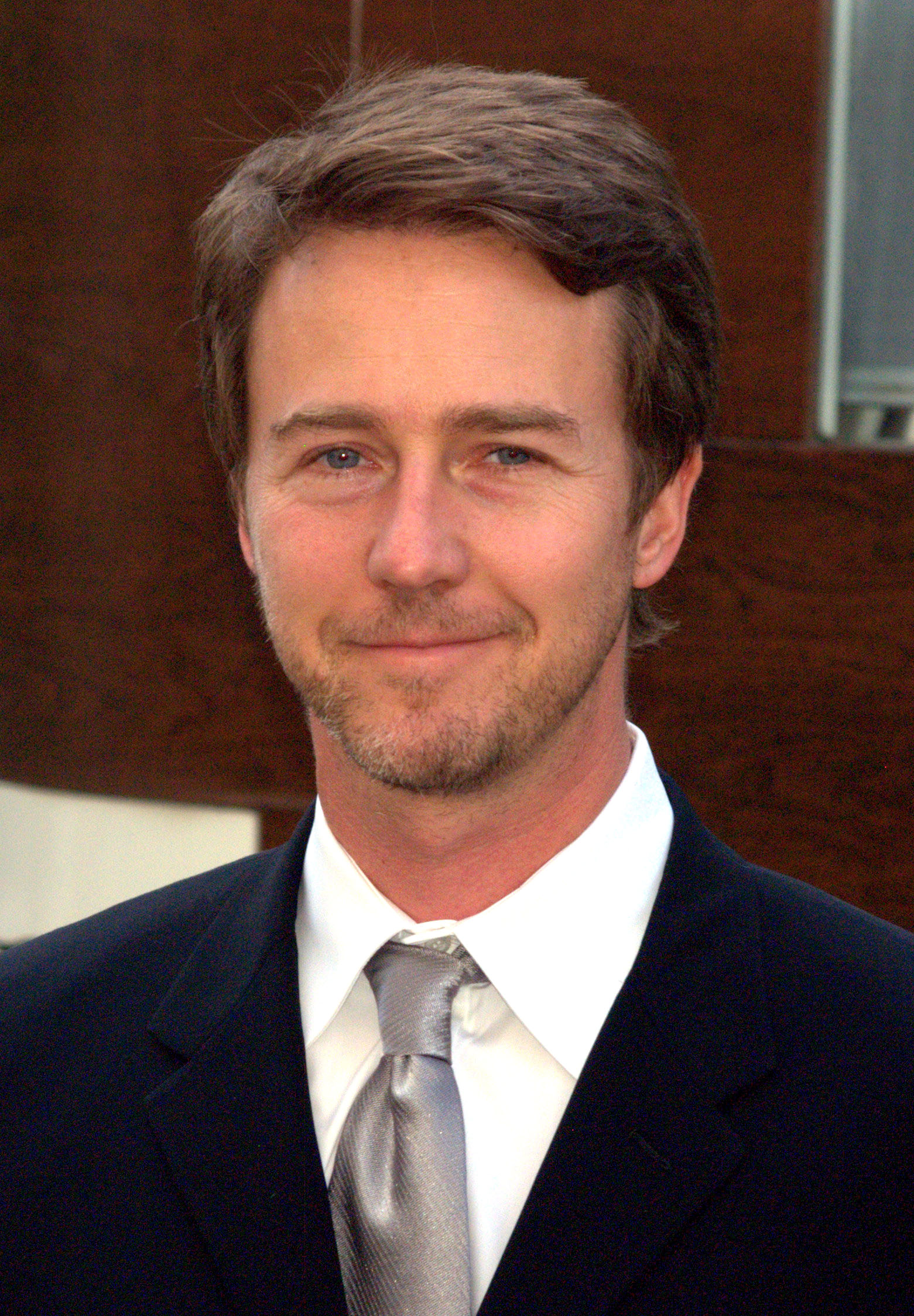
エドワード・ノートン

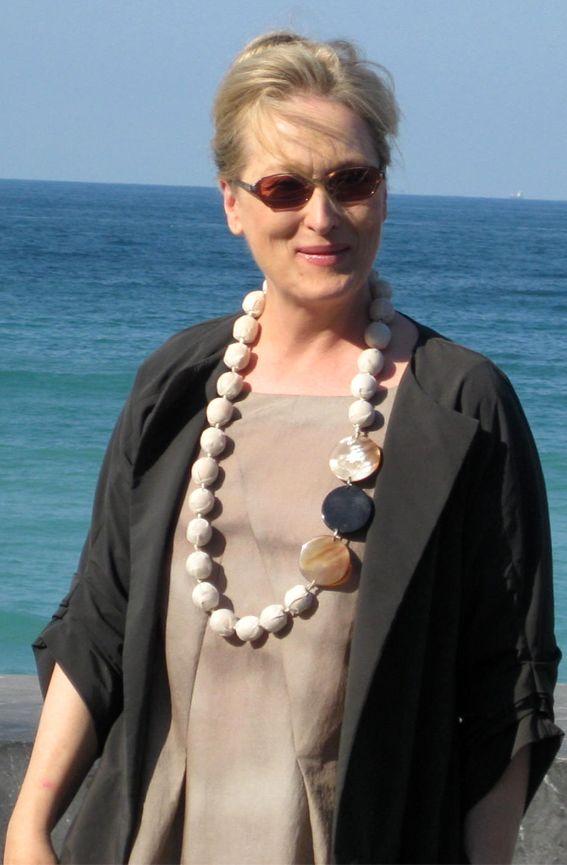
メリル・ストリープ

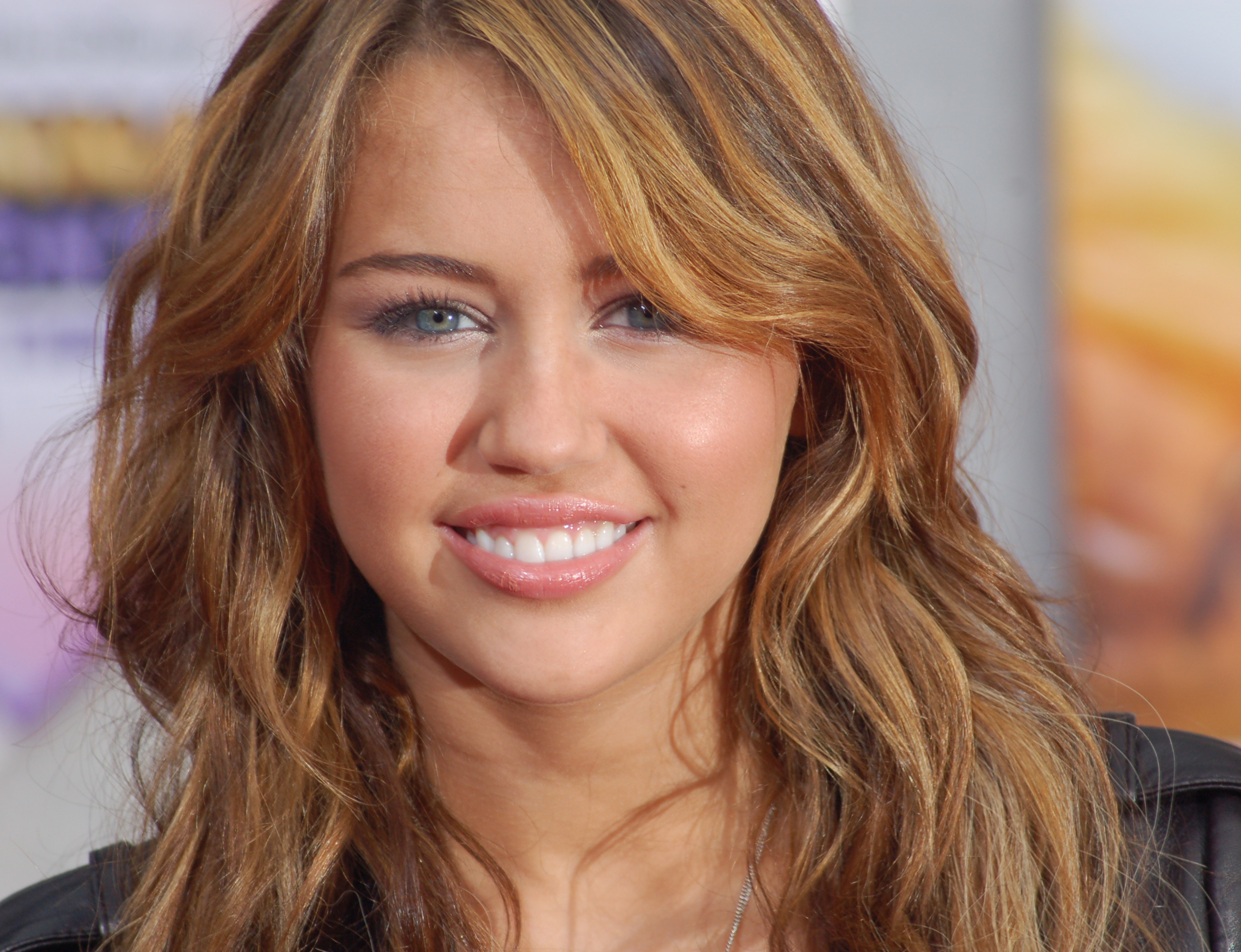
マイリー・サイラス

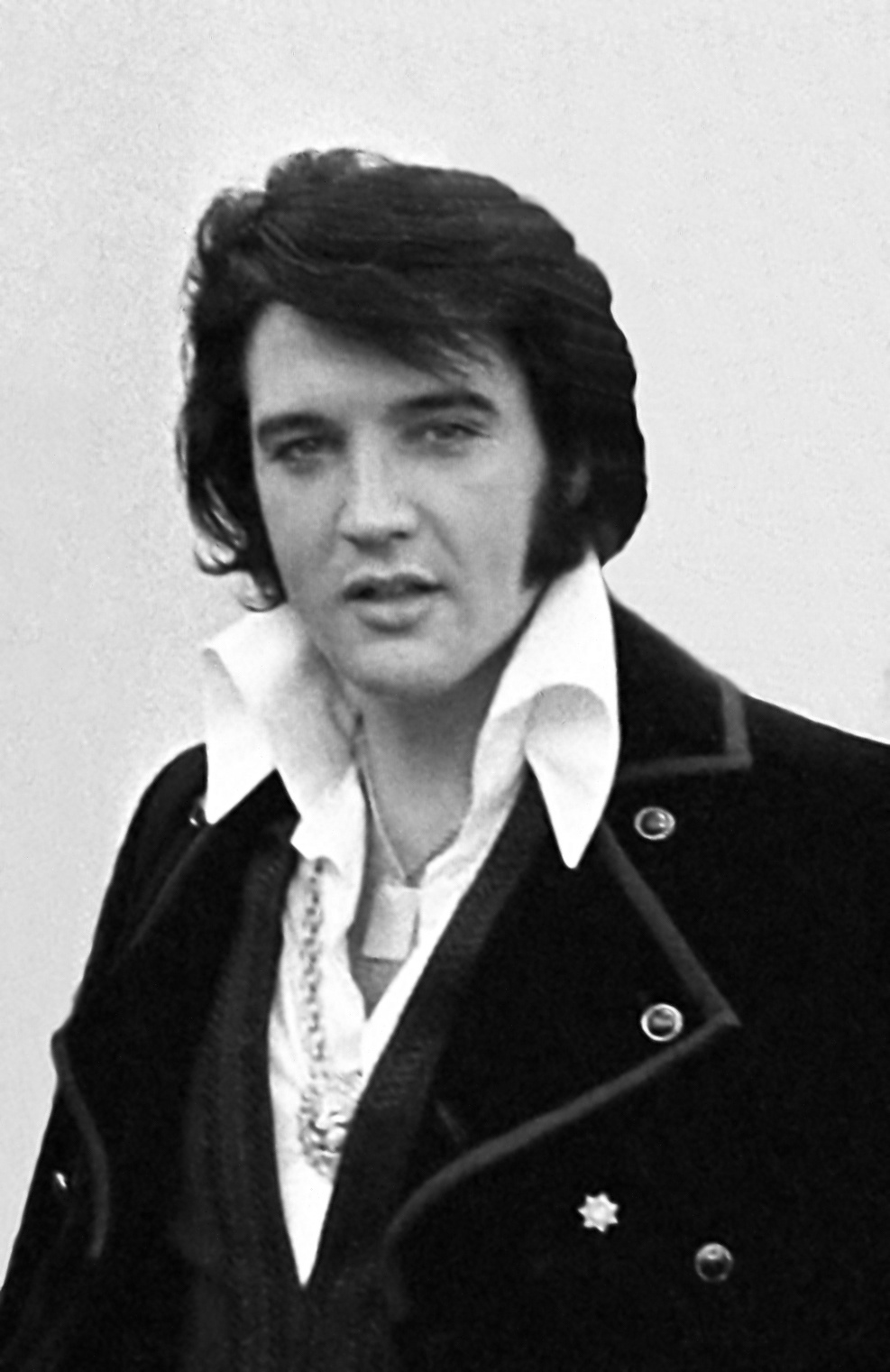
エルヴィス・プレスリー

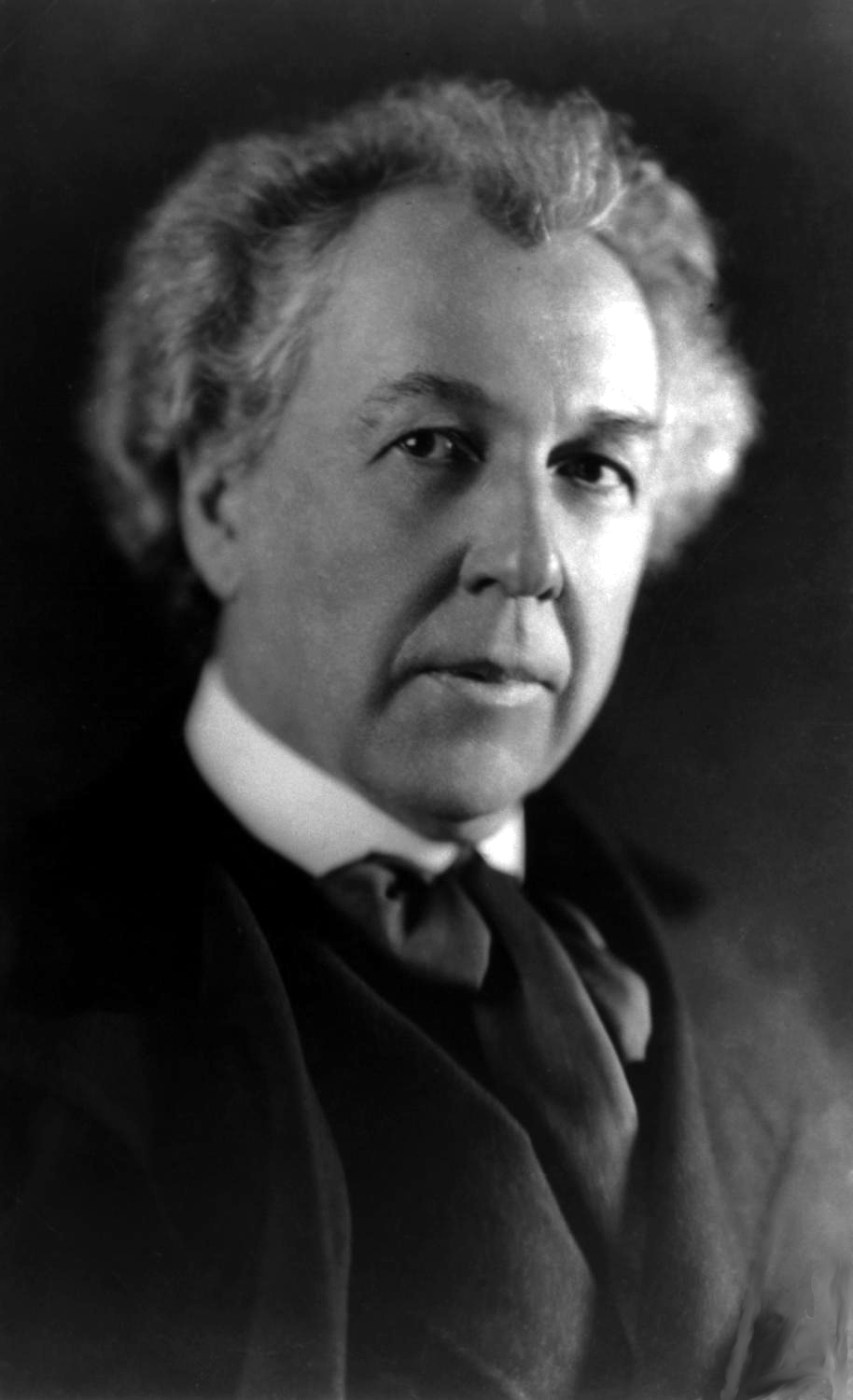
フランク・ロイド・ライト

| - ロバート・アルドリッチ - ロバート・アルトマン - ジョン・バダム - ティム・バートン - クリント・イーストウッド - D・W・グリフィス - ハワード・ホークス - アルフレッド・ヒッチコック | - ロン・ハワード - ジョン・ヒューストン - チャールズ・ロートン - ジョージ・ルーカス - クリストファー・ノーラン - オーソン・ウェルズ - ウィリアム・A・ウェルマン |

### 男優
| - アラン・ラッド - アレック・ボールドウィン - アンソニー・パーキンス - イーサン・ホーク - イライジャ・ウッド - デイヴィッド・アンダース - ウィリアム・ホールデン - ウィリアム・ボールドウィン - ヴィンス・ヴォーン - ヴィンセント・プライス - ウェントワース・ミラー - エドワード・ノートン - カート・ラッセル - キアヌ・リーブス - クリスチャン・スレーター - クリストファー・ゲスト - クリストファー・リーヴ - クリフ・ロバートソン - グレゴリー・ペック | - ケヴィン・ベーコン - ゲイリー・クーパー - ケーリー・グラント - サム・ウォーターストン - ジーン・ハックマン - ジェームズ・クロムウェル - ジェームズ・ディーン - ジェフリー・コムズ - ジェラルディン・チャップリン - ジェレミー・デイビス - ジャック・イーラム - ジャック・ニコルソン - ジョゼフ・コットン - ジョン・ウェイン - ジョン・ヒューストン - スティーヴ・マーティン - スティーヴン・ボールドウィン - スペンサー・トレイシー - ダニー・ヒューストン | - チェビー・チェイス - チャールトン・ヘストン - チャールズ・ロートン - チューズデイ・ウェルド - テッド・ダンソン - デビッド・キャラダイン - デニス・ウィーバー - トビン・ベル - トム・クルーズ - トム・ハンクス - トリート・ウィリアムズ - トレイシー・ウルマン - ドン・ジョンソン - バージェス・メレディス - バート・ランカスター - バート・レイノルズ - パトリック・スウェイジ - ハンフリー・ボガート - ビル・プルマン | - ビング・クロスビー - ブラッド・ピット - フランク・オズ - フランチョット・トーン - ブランドン・ラウス - ブルース・ウィリス - マーロン・ブランド - マイロ・ヴィンティミリア - マシュー・フォックス - マット・デイモン - マット・ルブランク - メルヴィン・ダグラス - リー・マーヴィン - ロック・ハドソン - ロバート・デュヴァル - ロバート・レッドフォード - ロビン・ウィリアムズ - ロン・チェイニー・ジュニア |

### 女優
| - アイダ・ルピノ - アグネス・ムーアヘッド - アリシア・シルヴァーストーン - アンジェリカ・ヒューストン - アンジェラ・ランズベリー - エヴァ・ガードナー - エセル・バリモア - エリザベス・テイラー - エリザ・ドゥシュク - オリヴィア・デ・ハヴィランド - カーラ・グギノ - キーラ・セジウィック - キャサリン・ヘプバーン - キャメロン・ディアス - キャロル・ロンバード - グリア・ガースン | - クリスティナ・アップルゲイト - クレア・フォーラニ - グレン・クロース - ケイト・ハドソン - ケリー・ヒュー - ゴールディ・ホーン - サリー・フィールド - ジェイミー・リー・カーティス - シエナ・ミラー - ジェシカ・タンディ - ジェシカ・ビール - シガニー・ウィーバー - シャーリー・ジョーンズ - ジャネット・リー - シャノン・エリザベス - ジュディ・ガーランド | - ジュリア・スタイルズ - ジョーダナ・ブリュースター - ジョーダン・ラッド - ジョーン・クロフォード - ジョーン・フォンテイン - スーザン・サランドン - タラ・リード - テラ・パトリック - ドナ・リード - ドリュー・バリモア - ニコレット・シェリダン - ハル・ベリー - ファラ・フォーセット - フェイ・レイ - フランシス・フィッシャー - ブリジット・フォンダ | - ベティ・デイヴィス - ポーレット・ゴダード - マリスカ・ハージティ - マリリン・モンロー - ミーシャ・バートン - メアリー・タイラー・ムーア - メアリー・ピックフォード - メラニー・グリフィス - メリル・ストリープ - リヴ・タイラー - リタ・ヘイワース - リリアン・ギッシュ - リン・レッドグレイヴ - リンダ・ハミルトン - ルイーズ・ブルックス - ルシル・ボール - レイチェル・ビルソン - ロレイン・ブラッコ |

### ミュージシャン・歌手
| - アーロン・カーター - アリス・クーパー - アル・ヤンコビック - イギー・ポップ - イジー・ストラドリン - ウィリー・ネルソン - エイミー・リー - エミネム - エルヴィス・プレスリー - エンゲルベルト・フンパーディンク | - カート・コバーン - クリフ・バートン - クレイ・エイケン - コリィ・テイラー - ジェイソン・ニューステッド - ジェイムズ・ヘットフィールド - シェール - ジム・モリソン - ジャスティン・ティンバーレイク - ジャニス・ジョプリン | - ショーン・レノン - ジョーン・バエズ - ジョジョ - ジョン・ケイジ - スラッシュ - ダイムバッグ・ダレル - トミー・ショウ - バディ・ホリー - ピート・シーガー - ヒラリー・ダフ | - ビリー・ジョー・アームストロング - ファーギー - ブライアン・ウィルソン - ブリトニー・スピアーズ - レックス・ブラウン - マイリー・サイラス - マンディ・ムーア - ミシェル・フィリップス - ミック・フリートウッド - モービー |

### スポーツ
| - アンディ・ロディック - アンドレ・アガシ - カート・アングル - ケニー・ロバーツ - ジェームズ・ブレーク - ティファニー・ポーター - トニー・ホーク | - ハリー・ライト - フィル・ヒル - ブラッド・ウォーカー - マイケル・ブラッドリー - モハメド・アリ - ランス・アームストロング - リンゼイ・ダベンポート |

### その他
| - サンドラ・デイ・オコナー（最高裁判事） - リーヴァイ・ウッドベリー（最高裁判事） - ウィンスロー・ホーマー（画家） - ノーマン・ロックウェル（画家・イラストレーター） - ジョン・シンガー・サージェント（画家） - ジョン・トランブル（画家） - アンドリュー・ワイエス（画家） - ボニーとクライド（犯罪者） - ジョン・ウィルクス・ブース（リンカーンの暗殺犯） - リジー・ボーデン（犯罪者） - カラミティ・ジェーン（ガンマン） - ブッチ・キャシディ（ガンマン） - ジェシー・ジェイムズ（ガンマン） - パット・ギャレット（ガンマン） - オウニー・マドゥン（ギャングスター） - リー・ハーヴェイ・オズワルド（ケネディの暗殺犯） - ベル・スター（無法者） - ジョン・ハーシェル・グレン（宇宙飛行士） - アラン・シェパード（宇宙飛行士） - サミュエル・コルト（発明家） - ジョージ・イーストマン（発明家・コダック創業者） | - フィロ・ファーンズワース（発明家） - キング・キャンプ・ジレット（発明家） - チャールズ・グッドイヤー（発明家） - サミュエル・モールス（発明家） - ジョン・ペンバートン（コカコーラの発明者） - イーライ・ホイットニー（発明家） - ライト兄弟（発明家） - アンダーソン・クーパー（ジャーナリスト） - イーダ・ターベル（ジャーナリスト） - アナ・ウィンター（『ヴォーグ誌』編集長） - アン・ハッチンソン（聖職者） - アルトン・ブラウン（料理人） - フランク・ロイド・ライト（建築家） - アニー・オークレイ（射撃手） - アメリア・イアハート（飛行士） - ジョン・ブラウン(奴隷制度廃止運動家) - ダニエル・ブーン（開拓者） - チャールズ・リンドバーグ（飛行士） - ポール・ティベッツ（広島原爆投下のパイロット） - ワイアット・アープ（保安官） - サリー・ヘミングス（奴隷） |